# ممر واخان

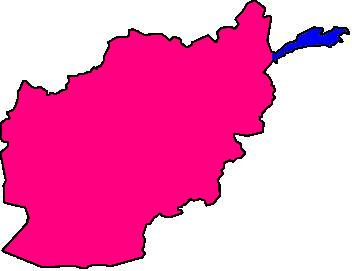
ممر واخان باللون الأزرق.

ممر واخان هي مساحة ممتدة من الأرض القاحلة على شكل إصبع تمتد من شمال شرق أفغانستان وتقع بين دول طاجيكستان وباكستان والصين، وتقطعها عن الأجزاء الرئيسية بالأراضي الأفغانية أسوار جليدية من سلسلة جبال هندوكوش. تمتد مساحتها على طول 350 كيلو متر (220 ميل)، ويسكن المنطقة 12 ألف نسمة حسب إحصائيات 2010. وتحتوي على سلسلة من الأودية الواسعة والسهول الواسعة المرتفعة التي شكلها نهر بانغ. وتنتمي الغالبية العظمى من سكان المنطقة إلى عنصر وأخي.

## التاريخ
تعرض سكان المنطقة للتجاهل من جانب كابل منذ فترة بعيدة، وبالتالي فإنهم يفتقرون حالياً إلى أكثر الخدمات الأساسية. إلا أن المنظمات غير الحكومية لها حضور متزايد في المنطقة، حيث تجد أنه من الأيسر بالنسبة لها العمل هنا عن الأجزاء الأخرى من البلاد الأكثر عنفا. من ناحيته، قام غريغ مورتنسون، الذي شارك في تأليف كتاب «ثلاثة أقداح من الشاي»، ببناء 11 مدرسة بمنطقة الممر من خلال المنظمة غير الهادفة للربح التي يملكها «معهد وسط آسيا». ويتولى موظفون أجانب من «جمعية الحفاظ على الحياة البرية» اقتفاء أثر النمور الجليدية وتدريب الأفراد المحليين المعنيين بحراستها.
يذكر أن القرى التي يسكنها وأخي توجد في أفغانستان وباكستان وطاجيكستان والصين. من الناحية المنطقية، ينبغي أن يشكل ممر واخان جزءا من طاجيكستان أو باكستان، لكن اتفاقا أبرمته بريطانيا وروسيا عام 1893 خلق منطقة عازلة تسيطر عليها أفغانستان للحيلولة دون تلامس الإمبراطوريتين.
وظل الممر منطقة لا تخضع لسيادة أي طرف، وهو منطقة نائية للغاية لدرجة أن سكانه لا يزالون يعيشون على اقتصاد المقايضة. خلال الصيف، يقايض السكان الخرفان والماعز وثيران التبت الضخمة، التي تمثل عادة كل ما يملكونه من ثروة، مع تجار يفدون على ظهور الخيل حاملين أقمشة وسلعا ترفيهية أخرى. ويكن بعض سكان المنطقة مقتا شديدا تجاه الغرباء، الذين يعيدون بيع الماشية بأضعاف ثمنها.
ويتولى الرعاة من الواخي رعاية قطعان من الأغنام، بينما تعمل النساء اللائي يرتدين أثوابا حمراء تقليدية في حقول القمح والشعير. ولا يرتدين البرقع إلا لدى توجههن إلى إشكاشيم، وهي قرية عند المدخل الغربي للممر ينتمي نصف سكانها إلى الطاجيك السنة. ويتحرك بعض التجار من وأخي بحرية بين أفغانستان وباكستان.
في النصف الشرقي، ناحية الصين، يتحول الممر إلى تجويف قمري الشكل. ويطلق على هذه المنطقة «بامير الصغير»، ويقطنها نحو 100 من أسر القرغيزيين المرتحلة، تعيش داخل خيم جلدية على ارتفاع 13.000 قدم. وبالقرب من طاجيكستان، تعيش 140 أسرة من القرغيزيين في سهل يطلق عليه «بامير الكبير».. وتهب على المنطقة عواصف ثلجية في أغسطس (آب).داخل بوزاي غومباز، في قلب «بامير الصغير»، توجد مقابر تتخذ أشكالا أشبه بخلايا النحل بناها القرغيزيون وبجانبها مجموعة أسلاك شائكة صدئة خلفتها قاعدة عسكرية سوفياتية.